# NGC 1259
NGC 1259 (również PGC 12208) – galaktyka soczewkowata (S0), znajdująca się w gwiazdozbiorze Perseusza. Odkrył ją Guillaume Bigourdan 21 października 1884 roku. Należy do Gromady w Perseuszu.
W galaktyce tej zaobserwowano supernową SN 2008L.